# Stanisław Piwko
Stanisław Piwko (ur. 1940) - profesor, polski filozof. Kierownik Katedry Filozofii Szkoły Głównej Handlowej.

## Prace
- Frycza Modrzewskiego program reformy państwa i Kościoła; Warszawa 1979.
- Filozoficzne aspekty doktryny Jana Kalwina, SGH, Warszawa 1987.
- Jan Kalwin. Życie i dzieło; Wydawnictwo Naukowym "Semper", Warszawa 1995.
- Szkice o filozofii, red., SGH, ISBN 83-7378-244-0